# Vlag van Lochem

Vlag van de gemeente Lochem

Oude, niet-officiële vlag van Lochem

De vlag van Lochem is sinds 29 april 1974 de gemeentelijke vlag van de Gelderse gemeente Lochem. De vlag kan als volgt worden beschreven:
Zes banen geel-blauw-enz, in een hoogteverhouding van 7:1:2:2:1:7, de 2de en 5de baan op een afstand van 1/3 van de vlaglengte respectievelijk naar de boven- en onderzijde uitgehoekt.
Toen de gemeenteraad van Lochem op 29 april 1974 tot een gemeentevlag besloot 6 banen geel-blauw-enz, in een hoogteverhouding 7:1:2:2:1:7, de tweede en vijfde baan op een afstand van 1/3 van de vlaglengte respectievelijk naar de boven- en onderzijde uitgehoekt. Aldus werd een advies van Klaes Sierksma opgevolgd. Hij motiveerde zijn voorstel als volgt: De kleuren geel en blauw zijn ontleend aan het metaal van de leeuw en de kleur van het veld in het wapen; de twee smalle banen geven de Berkel en het Twentekanaal aan, waaraan de stad is gelegen; de oude vesting is op eenvoudige wijze verbeeld door twee ravelijnen in de tweede en vijfde baan, welke aldus een rechthoekige stadsvorm omsluiten, en de toeristisch bekende Lochemse Berg is in de aldus ontstane uitstulping in de derde baan aangeduid. Tot die tijd werd bij feestelijke gelegenheden een vlag gebruikt met twee even hoge banen van geel en blauw.

## Eerdere vlag
Sierksma beschrijft in 1962 een officieuze vlag die als wolgt wordt beschreven:
Twee banen van gelijke hoogte van geel en blauw.
De kleuren van de vlag zijn ontleend aan het gemeentewapen.

## Verwante afbeeldingen

Wapen van Lochem

Aalten ·
Apeldoorn ·
Arnhem ·
Barneveld ·
Berg en Dal ·
Berkelland ·
Beuningen ·
Bronckhorst ·
Brummen ·
Buren ·
Culemborg ·
Doesburg ·
Doetinchem ·
Druten ·
Duiven ·
Ede ·
Elburg ·
Epe ·
Ermelo ·
Harderwijk ·
Hattem ·
Heerde ·
Heumen ·
Lingewaard ·
Lochem ·
Maasdriel ·
Montferland ·
Neder-Betuwe ·
Nijkerk ·
Nijmegen ·
Nunspeet ·
Oldebroek ·
Oost Gelre ·
Oude IJsselstreek ·
Overbetuwe ·
Putten ·
Renkum ·
Rheden ·
Rozendaal ·
Scherpenzeel ·
Tiel ·
Voorst ·
Wageningen ·
West Betuwe ·
West Maas en Waal ·
Westervoort ·
Wijchen ·
Winterswijk ·
Zaltbommel ·
Zevenaar ·
Zutphen